# Si je reste
Cet article concerne le roman de Gayle Forman. Pour le film de R.J. Cutler, voir Si je reste.
Si je reste (titre original : If I Stay) est un roman de Gayle Forman, édité en 2009 par Dutton Books.

## Résumé
Le récit se déroule dans la région de l'Oregon aux États-Unis. Mia, une jeune fille âgée de 17 ans, est dans la voiture avec ses parents et son petit frère au moment de l'accident. Sa mère est éjectée du véhicule et meurt sur le coup, ainsi que son père. Son petit frère décède une fois arrivé à l'hôpital. Mia, quant à elle, sombre dans le coma et, alors que son corps abîmé demeure immobile et (presque) sans vie, son esprit, lui, sort de son corps et contemple sa famille et ses amis venus lui rendre visite. 
Tiraillée entre l'envie de rejoindre ses parents et son frère dans l'au-delà et celle de se réveiller pour retrouver Adam, son petit ami, ainsi que ses grands-parents et autres proches, Mia se remémore les instants plus ou moins précieux de sa jeune vie, et pense à la vie qu'elle aurait, sans parents, si elle restait.

## Publication en France
En France, le roman a été édité une première fois en 2009 par l’éditeur Oh ! Éditions. Il a ensuite été réédité par la branche destinée aux enfants, adolescents et jeunes adultes de l'éditeur Pocket, Pocket Jeunesse en 2010. Toujours en 2010, le roman a ensuite été réédité en version poche, toujours chez Pocket mais cette fois-ci dans la branche généraliste de l'éditeur. Le 18 septembre 2014, pour la sortie de l'adaptation du roman au cinéma, l'éditeur XO éditions, réédite le roman avec l'affiche du film en couverture. 

## Suite
En 2010 aux États-Unis, une suite du roman est sortie. Toujours écrit par Gayle Forman, ce deuxième roman s'intitule Where She Went. En France, le roman est sorti le 4 novembre 2010 chez l'éditeur Oh ! Éditions sous le titre Là où j'irai. Comme Si je reste, il a aussi été réédité chez Pocket Jeunesse puis chez Pocket en poche.

## Adaptation cinématographique
En décembre 2010, il a été annoncé qu'un projet d'adaptation du roman Si je reste de Gayle Forman était en développement et que les actrices Dakota Fanning, Chloë Grace Moretz et Emily Browning étaient en pleine discussion pour interpréter le personnage principal, Mia Hall. Catherine Hardwicke devait réaliser le film mais elle a été remplacée par le réalisateur Heitor Dhalia, qui quittera à son tour le projet peu de temps après. Le 24 janvier 2013, Chloë Grace Moretz obtient officiellement le rôle principal et R.J. Cutler est annoncé comme réalisateur du film. Le tournage du film a commencé le 30 octobre 2013 à Vancouver. Le film est sorti au cinéma le 22 août 2014 aux États-Unis et le 17 septembre 2014 en France.